# Genomica comparativa
La genomica comparativa è una branca della biologia molecolare che studia l'espressione genica del DNA umano servendosi di informazioni ricavate dallo studio del genoma appartenente ad altri organismi viventi. Mettendo a confronto le sequenze dei genomi di diversi organismi, è possibile, a livello molecolare, distingue diverse forme di vita tra loro. La Genomica comparativa è un potente strumento per lo studio dei cambiamenti evolutivi tra organismi, contribuendo a identificare i geni che sono conservati o comuni tra le specie, così come di quei geni propri di un determinato tipo di organismo, che ne determinano le sue caratteristiche uniche.